# Đội tuyển bóng đá trong nhà quốc gia Trung Quốc
Đội tuyển bóng đá trong nhà quốc gia Trung Quốc đại diện Trung Quốc trong giải thi đấu bóng đá trong nhà quốc tế và được kiểm soát bởi Hiệp hội bóng đá Trung Quốc. Họ đã thi đấu trong 3 kỳ Giải vô địch bóng đá trong nhà thế giới.

## Kỷ lục giải thi đấu

### Giải vô địch bóng đá trong nhà thế giới
| Kỷ lục giải vô địch bóng đá trong nhà thế giới | Kỷ lục giải vô địch bóng đá trong nhà thế giới | Kỷ lục giải vô địch bóng đá trong nhà thế giới | Kỷ lục giải vô địch bóng đá trong nhà thế giới | Kỷ lục giải vô địch bóng đá trong nhà thế giới | Kỷ lục giải vô địch bóng đá trong nhà thế giới | Kỷ lục giải vô địch bóng đá trong nhà thế giới | Kỷ lục giải vô địch bóng đá trong nhà thế giới | Kỷ lục giải vô địch bóng đá trong nhà thế giới |
| Năm                                            | Vòng                                           | ST                                             | T                                              | H*                                             | B                                              | BT                                             | BB                                             | HS                                             |
| ---------------------------------------------- | ---------------------------------------------- | ---------------------------------------------- | ---------------------------------------------- | ---------------------------------------------- | ---------------------------------------------- | ---------------------------------------------- | ---------------------------------------------- | ---------------------------------------------- |
| 1989                                           | Không tham dự                                  | Không tham dự                                  | Không tham dự                                  | Không tham dự                                  | Không tham dự                                  | Không tham dự                                  | Không tham dự                                  | Không tham dự                                  |
| 1992                                           | Vòng 1                                         | 3                                              | 0                                              | 0                                              | 3                                              | 7                                              | 23                                             | -16                                            |
| 1996                                           | Vòng 1                                         | 3                                              | 0                                              | 0                                              | 3                                              | 3                                              | 18                                             | -15                                            |
| 2000                                           | Không tham dự                                  | Không tham dự                                  | Không tham dự                                  | Không tham dự                                  | Không tham dự                                  | Không tham dự                                  | Không tham dự                                  | Không tham dự                                  |
| 2004                                           | Không vượt qua vòng loại                       | Không vượt qua vòng loại                       | Không vượt qua vòng loại                       | Không vượt qua vòng loại                       | Không vượt qua vòng loại                       | Không vượt qua vòng loại                       | Không vượt qua vòng loại                       | Không vượt qua vòng loại                       |
| 2008                                           | Vòng 1                                         | 4                                              | 0                                              | 0                                              | 4                                              | 5                                              | 25                                             | -20                                            |
| 2012                                           | Không vượt qua vòng loại                       | Không vượt qua vòng loại                       | Không vượt qua vòng loại                       | Không vượt qua vòng loại                       | Không vượt qua vòng loại                       | Không vượt qua vòng loại                       | Không vượt qua vòng loại                       | Không vượt qua vòng loại                       |
| 2016                                           | Không vượt qua vòng loại                       | Không vượt qua vòng loại                       | Không vượt qua vòng loại                       | Không vượt qua vòng loại                       | Không vượt qua vòng loại                       | Không vượt qua vòng loại                       | Không vượt qua vòng loại                       | Không vượt qua vòng loại                       |
| 2021                                           | Không vượt qua vòng loại                       | Không vượt qua vòng loại                       | Không vượt qua vòng loại                       | Không vượt qua vòng loại                       | Không vượt qua vòng loại                       | Không vượt qua vòng loại                       | Không vượt qua vòng loại                       | Không vượt qua vòng loại                       |
| 2024                                           | Không vượt qua vòng loại                       | Không vượt qua vòng loại                       | Không vượt qua vòng loại                       | Không vượt qua vòng loại                       | Không vượt qua vòng loại                       | Không vượt qua vòng loại                       | Không vượt qua vòng loại                       | Không vượt qua vòng loại                       |
| Tổng số                                        | 3/9                                            | 10                                             | 0                                              | 0                                              | 10                                             | 15                                             | 66                                             | -51                                            |

### Giải vô địch bóng đá trong nhà châu Á
| Kỷ lục giải vô địch bóng đá trong nhà châu Á | Kỷ lục giải vô địch bóng đá trong nhà châu Á                     | Kỷ lục giải vô địch bóng đá trong nhà châu Á                     | Kỷ lục giải vô địch bóng đá trong nhà châu Á                     | Kỷ lục giải vô địch bóng đá trong nhà châu Á                     | Kỷ lục giải vô địch bóng đá trong nhà châu Á                     | Kỷ lục giải vô địch bóng đá trong nhà châu Á                     | Kỷ lục giải vô địch bóng đá trong nhà châu Á                     | Kỷ lục giải vô địch bóng đá trong nhà châu Á                     |
| Năm                                          | Vòng                                                             | ST                                                               | T                                                                | H*                                                               | B                                                                | BT                                                               | BB                                                               | HS                                                               |
| -------------------------------------------- | ---------------------------------------------------------------- | ---------------------------------------------------------------- | ---------------------------------------------------------------- | ---------------------------------------------------------------- | ---------------------------------------------------------------- | ---------------------------------------------------------------- | ---------------------------------------------------------------- | ---------------------------------------------------------------- |
| 1999                                         | Không tham dự                                                    | Không tham dự                                                    | Không tham dự                                                    | Không tham dự                                                    | Không tham dự                                                    | Không tham dự                                                    | Không tham dự                                                    | Không tham dự                                                    |
| 2000                                         | Không tham dự                                                    | Không tham dự                                                    | Không tham dự                                                    | Không tham dự                                                    | Không tham dự                                                    | Không tham dự                                                    | Không tham dự                                                    | Không tham dự                                                    |
| 2001                                         | Không tham dự                                                    | Không tham dự                                                    | Không tham dự                                                    | Không tham dự                                                    | Không tham dự                                                    | Không tham dự                                                    | Không tham dự                                                    | Không tham dự                                                    |
| 2002                                         | Vòng 1                                                           | 4                                                                | 0                                                                | 0                                                                | 4                                                                | 3                                                                | 34                                                               | -31                                                              |
| 2003                                         | Vòng 1                                                           | 3                                                                | 0                                                                | 0                                                                | 3                                                                | 9                                                                | 25                                                               | -16                                                              |
| 2004                                         | Tứ kết                                                           | 4                                                                | 2                                                                | 0                                                                | 2                                                                | 36                                                               | 9                                                                | +27                                                              |
| 2005                                         | Vòng 2                                                           | 6                                                                | 2                                                                | 1                                                                | 3                                                                | 43                                                               | 20                                                               | +23                                                              |
| 2006                                         | Vòng 1                                                           | 3                                                                | 2                                                                | 0                                                                | 1                                                                | 10                                                               | 8                                                                | +2                                                               |
| 2007                                         | Vòng 1                                                           | 3                                                                | 1                                                                | 0                                                                | 2                                                                | 4                                                                | 12                                                               | -8                                                               |
| 2008                                         | Hạng tư                                                          | 6                                                                | 3                                                                | 0                                                                | 3                                                                | 29                                                               | 21                                                               | +8                                                               |
| 2010                                         | Hạng tư                                                          | 6                                                                | 3                                                                | 0                                                                | 3                                                                | 27                                                               | 25                                                               | +2                                                               |
| 2012                                         | Vòng bảng                                                        | 3                                                                | 1                                                                | 0                                                                | 2                                                                | 6                                                                | 9                                                                | -3                                                               |
| 2014                                         | Vòng bảng                                                        | 3                                                                | 0                                                                | 0                                                                | 3                                                                | 4                                                                | 18                                                               | -14                                                              |
| 2016                                         | Vòng bảng                                                        | 3                                                                | 1                                                                | 0                                                                | 2                                                                | 6                                                                | 14                                                               | -8                                                               |
| 2018                                         | Vòng bảng                                                        | 3                                                                | 1                                                                | 0                                                                | 2                                                                | 8                                                                | 18                                                               | -10                                                              |
| 2020                                         | Vượt qua vòng loại nhưng giải đấu bị hủy bỏ vì Đại dịch COVID-19 | Vượt qua vòng loại nhưng giải đấu bị hủy bỏ vì Đại dịch COVID-19 | Vượt qua vòng loại nhưng giải đấu bị hủy bỏ vì Đại dịch COVID-19 | Vượt qua vòng loại nhưng giải đấu bị hủy bỏ vì Đại dịch COVID-19 | Vượt qua vòng loại nhưng giải đấu bị hủy bỏ vì Đại dịch COVID-19 | Vượt qua vòng loại nhưng giải đấu bị hủy bỏ vì Đại dịch COVID-19 | Vượt qua vòng loại nhưng giải đấu bị hủy bỏ vì Đại dịch COVID-19 | Vượt qua vòng loại nhưng giải đấu bị hủy bỏ vì Đại dịch COVID-19 |
| 2022                                         | Không tham dự                                                    | Không tham dự                                                    | Không tham dự                                                    | Không tham dự                                                    | Không tham dự                                                    | Không tham dự                                                    | Không tham dự                                                    | Không tham dự                                                    |
| 2024                                         | Vòng bảng                                                        | 3                                                                | 0                                                                | 0                                                                | 3                                                                | 2                                                                | 7                                                                | -5                                                               |
| Tổng số                                      | 13/17                                                            | 50                                                               | 16                                                               | 2                                                                | 32                                                               | 186                                                              | 220                                                              | -34                                                              |

### Bóng đá trong nhà tại Đại hội Thể thao Trong nhà và Võ thuật châu Á
| Kỷ lục Đại hội Thể thao Trong nhà và Võ thuật châu Á | Kỷ lục Đại hội Thể thao Trong nhà và Võ thuật châu Á | Kỷ lục Đại hội Thể thao Trong nhà và Võ thuật châu Á | Kỷ lục Đại hội Thể thao Trong nhà và Võ thuật châu Á | Kỷ lục Đại hội Thể thao Trong nhà và Võ thuật châu Á | Kỷ lục Đại hội Thể thao Trong nhà và Võ thuật châu Á | Kỷ lục Đại hội Thể thao Trong nhà và Võ thuật châu Á | Kỷ lục Đại hội Thể thao Trong nhà và Võ thuật châu Á | Kỷ lục Đại hội Thể thao Trong nhà và Võ thuật châu Á |               |
| Năm                                                  | Vòng                                                 | ST                                                   | T                                                    | H*                                                   | B                                                    | BT                                                   | BB                                                   | HS                                                   |               |
| ---------------------------------------------------- | ---------------------------------------------------- | ---------------------------------------------------- | ---------------------------------------------------- | ---------------------------------------------------- | ---------------------------------------------------- | ---------------------------------------------------- | ---------------------------------------------------- | ---------------------------------------------------- | ------------- |
| 2005                                                 | Hạng tư                                              | 5                                                    | 2                                                    | 0                                                    | 3                                                    | 12                                                   | 15                                                   | -3                                                   |               |
| 2007                                                 | Hạng tư                                              | 7                                                    | 4                                                    | 1                                                    | 2                                                    | 38                                                   | 18                                                   | +20                                                  |               |
| 2009                                                 | Không tham dự                                        | Không tham dự                                        | Không tham dự                                        | Không tham dự                                        | Không tham dự                                        | Không tham dự                                        | Không tham dự                                        | Không tham dự                                        | Không tham dự |
| 2013                                                 | Tứ kết                                               | 3                                                    | 2                                                    | 0                                                    | 1                                                    | 10                                                   | 11                                                   | -1                                                   |               |
| 2017                                                 | Vòng bảng                                            | 4                                                    | 1                                                    | 1                                                    | 2                                                    | 15                                                   | 18                                                   | -3                                                   |               |
| Tổng số                                              | 4/5                                                  | 19                                                   | 9                                                    | 2                                                    | 8                                                    | 75                                                   | 62                                                   | +13                                                  |               |

### Giải vô địch bóng đá trong nhà Đông Á
| Kỷ lục giải vô địch bóng đá trong nhà Đông Á | Kỷ lục giải vô địch bóng đá trong nhà Đông Á | Kỷ lục giải vô địch bóng đá trong nhà Đông Á | Kỷ lục giải vô địch bóng đá trong nhà Đông Á | Kỷ lục giải vô địch bóng đá trong nhà Đông Á | Kỷ lục giải vô địch bóng đá trong nhà Đông Á | Kỷ lục giải vô địch bóng đá trong nhà Đông Á | Kỷ lục giải vô địch bóng đá trong nhà Đông Á | Kỷ lục giải vô địch bóng đá trong nhà Đông Á |
| Năm                                          | Vòng                                         | ST                                           | T                                            | H*                                           | B                                            | BT                                           | BB                                           | HS                                           |
| -------------------------------------------- | -------------------------------------------- | -------------------------------------------- | -------------------------------------------- | -------------------------------------------- | -------------------------------------------- | -------------------------------------------- | -------------------------------------------- | -------------------------------------------- |
| 2009                                         | Vô địch                                      | 4                                            | 4                                            | 0                                            | 0                                            | 38                                           | 9                                            | +29                                          |
| 2013                                         | Vô địch                                      | 4                                            | 3                                            | 1                                            | 0                                            | 18                                           | 2                                            | +16                                          |
| Tổng số                                      | 2/2                                          | 8                                            | 7                                            | 1                                            | 0                                            | 56                                           | 11                                           | +45                                          |

## Cầu thủ

### Đội hình hiện tại
Dưới đây là đội hình cho giải vô địch bóng đá trong nhà châu Á 2018.
| Thủ môn                |                   |                     |
| Zhu Bei (朱蓓)         | 12 tháng 2, 1991  | Wuhan Dilong        |
| Zhou Fan (周凡)        | 17 tháng 6, 1996  | Dalian Yuan Dynasty |
| Field Players          |                   |                     |
| Zhang Bin (张斌)       | 19 tháng 4, 1988  | Nei Mongol Xuelang  |
| Li Shunying (李顺英)   | 21 tháng 10, 1993 | Zhuhai Mingshi      |
| Li Zhiheng (李志恒)    | 21 tháng 11, 1993 | Dalian Yuan Dynasty |
| Zhuang Jianfa (庄建发) | 23 tháng 7, 1991  | Shenzhen Nanling    |
| Xu Yang (许阳)         | 14 tháng 2, 1993  | Wuhan Dilong        |
| Zhao Liang (赵亮)      | 26 tháng 3, 1988  | Dalian Yuan Dynasty |
| Li Jianjia (李建佳)    | 16 tháng 8, 1986  | Shenzhen Nanling    |
| Gu Haitao (顾海涛)     | 12 tháng 5, 1991  | Shenzhen Nanling    |
| Lin Yuchen (林雨辰)    | 9 tháng 1, 1993   | Dalian Yuan Dynasty |
| Shen Siming (沉思明)   | 26 tháng 7, 1995  | Dalian Yuan Dynasty |
| Peng Boyao (彭博涛)    | 24 tháng 9, 1992  | Dalian Yuan Dynasty |
| Zhang Yameng (张亚孟)  | 9 tháng 8, 1990   | Zhuhai Mingshi      |

### Đội hình trước
| Giải vô địch bóng đá trong nhà thế giới - Đội hình giải vô địch bóng đá trong nhà thế giới 2008 | Giải vô địch bóng đá trong nhà châu Á - Đội hình giải vô địch bóng đá trong nhà châu Á 2018 |